# Urville (Vosges)
Urville ist eine französische Gemeinde mit 55 Einwohnern (1. Januar 2022) im Département Vosges in der Region Grand Est (bis 2015 Lothringen). Sie gehört zum Arrondissement Neufchâteau und zum Gemeindeverband Terre d’Eau.

## Geografie
Die Gemeinde Urville liegt etwa 20 Kilometer westlich von Vittel im äußersten Südwesten Lothringens zwischen den Landschaften Bassigny im Südwesten und Xaintois im Nordosten. Die westliche Gemeindegrenze bildete bis 2015 die Grenze der damaligen Regionen Lothringen und Champagne-Ardenne. Im Gemeindegebiet entspringen mehrere Seitenbäche des Anger, einem Zufluss des Mouzon, der zum Einzugsgebiet der Maas gehört. Das wenig reliefierte Gelände des 4,02 km² großen Gemeindeareales ist waldarm; lediglich im Nordwesten sind einige Berghänge mit Wald bedeckt. Hier befindet sich mit der 428 m hohen La Godelle die höchste Erhebung von Urville. Nachbargemeinden von Urville sind Médonville im Norden, Aingeville im Nordosten, Saint-Ouen-lès-Parey im Osten und Süden, Crainvilliers im Südosten, Vrécourt im Südwesten sowie Soulaucourt-sur-Mouzon im Nordwesten.

## Geschichte
Während des Ancien Régime war Urville Teil der Bailliage Neufchâteau. Darüber hinaus waren die Bewohner Untertanen der Barone von Beaufremont, die sich den Zehnten mit der Pfarrei Urville und den Chorherren in Bourmont teilten. Zwischen 1790 und 1800 gehörte Urville zum Kanton Vrécourt.

### Bevölkerungsentwicklung
| Jahr      | 1962 | 1968 | 1975 | 1982 | 1990 | 1999 | 2006 | 2015 | 2022 |
| Einwohner | 124  | 101  | 86   | 76   | 64   | 64   | 69   | 58   | 55   |

Im Jahr 1821 wurde mit 466 Bewohnern die bisher höchste Einwohnerzahl ermittelt. Die Zahlen basieren auf den Daten von cassini.ehess.fr und INSEE.

## Sehenswürdigkeiten

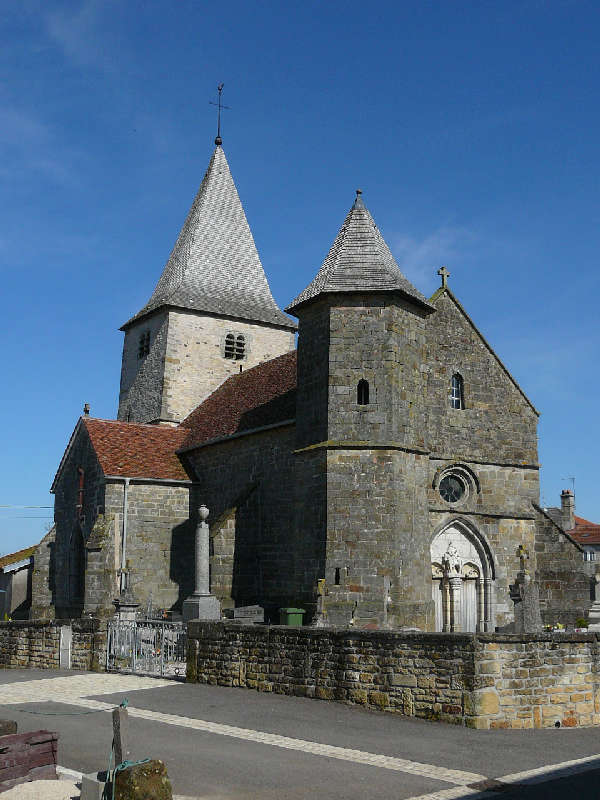
Kirche Translation-de-Saint-Martin

- Kirche der Überführung [der Reliquien] des Hl. Martin (Église de la Translation-de-Saint-Martin) aus dem 12. und 13. Jahrhundert (Turm), mit Umfassungsmauer aus dem 16. Jahrhundert, Monument historique[4]
- Lavoir
- Brunnen

## Wirtschaft und Infrastruktur
In Urville sind drei Landwirtschaftsbetriebe ansässig (Pferde- und Rinderzucht). Darüber hinaus spielen Dienstleistungen und Handel eine gewisse Rolle.
Urville liegt abseits der überregional bedeutenden Verkehrswege. Am Südostrand der Gemeinde Urville verläuft zwar die Autoroute A31 (Dijon-Nancy-Metz-Luxemburg), die nächsten Anschlüsse an diese liegen aber in zehn Kilometern Entfernung. Durch die zwei Kilometer entfernte Nachbargemeinde Saint-Ouen-lès-Parey führt die D17 von Bulgnéville nach Vrécourt. Der nächste Bahnanschluss befindet sich im 15 Kilometer entfernten Contrexéville an der Bahnlinie von Nancy nach Culmont-Chalindrey, die von der TER Lorraine betrieben wird.

## Belege
1. ↑  Urville auf vosges-archives.com (Memento des Originals vom 5. März 2016 im Internet Archive)  Info: Der Archivlink wurde automatisch eingesetzt und noch nicht geprüft. Bitte prüfe Original- und Archivlink gemäß Anleitung und entferne dann diesen Hinweis., PDF-Datei, französisch, abgerufen am 2. September 2015
2. ↑  [cassini.ehess.fr/fr/html/fiche.php?select_resultat=38470 Urville auf cassini.ehess]
3. ↑  Urville auf INSEE
4. ↑  Église de la Translation-de-Saint-Martin in der Base Mérimée des französischen Kulturministeriums (französisch)